# Kombu

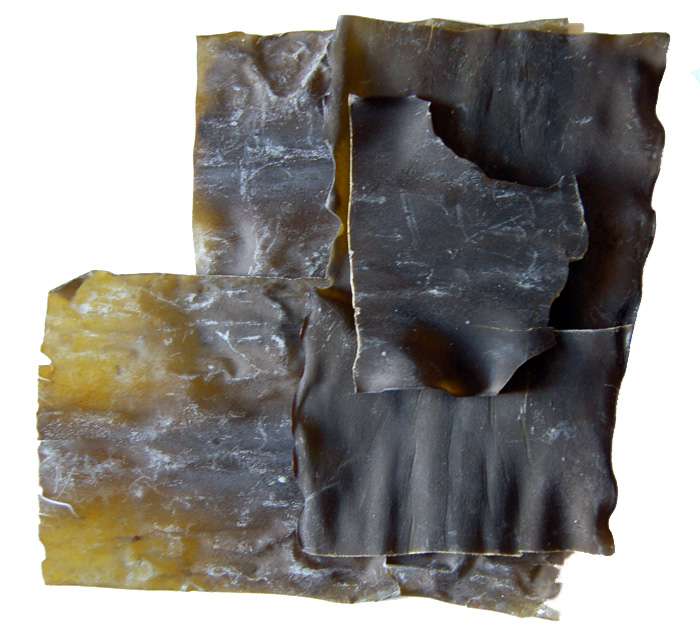
Alga kombu.

El kombu, konbu (昆布?) o haidai (en chino, 海带; pinyin, Hǎidài) es una especie comestible de alga ampliamente consumida en el Noreste de Asia. Lo que comúnmente se llama "kombu" es parte del género Laminaria.
Más del 90% del kombu en Japón es cultivado, la mayoría cosechado en Hokkaidō. También se cultiva tan al sur como el Mar Interior de Seto.

## Historia
La primera referencia escrita al kombu aparece en Shoku Nihonshoki en 797 como regalo e impuesto de la región de Tohoku. Sin embargo se cree que fue usado desde más antiguo, probablemente desde el periodo Jomon pero, dado que se descompone fácilmente, no es posible encontrar evidencias arqueológicas. En el periodo Muromachi la técnica de secado permitió almacenar el kombu durante más que unos pocos días, y el kombu se convirtió en un importante artículo exportado desde el mar de Tohoku. En el periodo Edo, mientras Hokkaidō fue colonizada y se fueron creando rutas de envío, el uso del kombu empezó a extenderse por todo Japón. La cocina de Okinawa se basa fuertemente en el kombu como parte de la dieta, práctica que comenzó en este periodo. En Okinawa, el consumo de kombu por familia es el más alto de todas las prefecturas. En el siglo XX, se ha descubierto una forma de cultivar el kombu, volviéndolo más barato y fácil de conseguir casi en cualquier lugar.

## Cocina
El kombu se usa ampliamente en la cocina japonesa como uno de los ingredientes principales componentes para hacer dashi. Normalmente se vende seco o como hojas prensadas llamadas "oboro kombu". También puede consumirse fresco como sashimi. El dashi de kombu es fácil de hacer, aunque también se puede utilizar kombu en polvo. Se cuece una tira de kombu seco desde el primer momento al cocinar un plato, y normalmente se deja para ser consumido. 
Es uno de los componentes del seitan, la "carne" vegetariana.
Puede encontrarse kombu marinado con sabor agridulce, que puede ser cortado en pequeñas tiras de 5 o 6 centímetros de largo por 2 centímetros de ancho. De esta forma es consumido como aperitivo acompañando al té verde.
También se usa para hacer ramen.
El kombu también es importante en las cocinas china y taiwanesa.

## Salud
Aunque por regla general las algas son recomendables para todas las edades, las que tienen niveles muy altos de yodo (arame, kombu, dulse) deben ingerirse en cantidades más moderadas, tres o cuatro veces por semana, ya que puede haber un riesgo de hipertiroidismo. En estos casos es mejor tomarlas cocinadas porque el calor evapora parte del yodo. 
Pese a la similitud de nombres debe evitarse confundir el alga kombu con el producto derivado de un hongo llamado kombucha.